# 大阪市立桜宮中学校
大阪市立桜宮中学校（おおさかしりつ さくらのみやちゅうがっこう）は、大阪府大阪市都島区にある公立中学校。
1948年に開校した。現在の学校敷地は、太平洋戦争の戦災で廃校になった旧東野田国民学校（高等科単独校）跡を転用している。
校名は、開校当時は旧制大阪市立桜宮高等女学校（現在の大阪府立桜宮高等学校）の旧校舎を利用していたことや、開校時の場所の近隣に桜之宮公園があったことに由来する。

## 沿革
学制改革により新制中学校が設置された当時、都島区では大阪市立都島第一中学校（現在の大阪市立高倉中学校）1校が設置され、都島区全域を校区とした。
翌1948年には都島第一中学校の校区を分割し、都島区で二番目の公立中学校・大阪市立都島第二中学校（1949年大阪市立桜宮中学校に改称）が開校している。
都島第二（桜宮）中学校は、区外の北区新川崎町（現在の北区天満橋1丁目）・大阪市立桜宮高等女学校旧校舎を転用して開校した。当時義務教育校舎を優先的に確保する方針があったことにより、校舎を明け渡した桜宮高等女学校（1948年大阪市立桜宮高等学校）は玉突き的に大阪市立南高等学校内に移転し2校同居している。
1952年には旧大阪市東野田国民学校跡の現在地へ移転した。なお桜宮の旧敷地は、桜宮中学校が現在地に移転した翌日に大阪市立北稜中学校が移転している。

### 年表
- 1948年4月1日 - 大阪市立都島第二中学校として開校。
- 1949年5月1日 - 大阪市立桜宮中学校と改称。
- 1952年10月28日 - 現在地へ移転。
- 1958年4月1日 - 大阪市立都島中学校を分離。

## 通学区域
- 大阪市立桜宮小学校と大阪市立東都島小学校の通学区域。

大阪市都島区 片町1丁目・2丁目、網島町、東野田町1丁目-5丁目、都島南通2丁目、都島中通2丁目・3丁目、都島本通4丁目・5丁目の全域。
大阪市都島区 中野町1丁目、中野町2丁目、都島北通2丁目、内代町1丁目のそれぞれ一部。

## 出身者
- 西川のりお
- 荒川美奈子
- 山村輝治 - ダスキン社長
- 木山裕策-歌手
- 青谷いずみ-フィギュアスケート選手

## 交通・アクセス方法
- JR西日本（大阪環状線・片町線）・京阪（京阪本線）・Osaka Metro（長堀鶴見緑地線）　京橋駅より北東へ約700m
- 大阪シティバス　京橋北口バス停および蒲生桜小橋バス停